# Colla blandiatrix
Colla blandiatrix är en fjärilsart som beskrevs av Felder. Colla blandiatrix ingår i släktet Colla och familjen silkesspinnare. Inga underarter finns listade i Catalogue of Life.